# Save-On-Foods Memorial Centre
Das Save-On-Foods Memorial Centre (kurz: SOFMC) ist eine Mehrzweckhalle in der kanadischen Stadt Victoria, Provinz British Columbia, auf Vancouver Island. Hauptsächlich wird sie für Eishockey genutzt. Sie ist seit 2011 die Heimspielstätte des Eishockey-Franchise der Victoria Royals aus der Western Hockey League (WHL). Zuvor war sie von 2005 bis 2011 die Heimat der Victoria Salmon Kings aus der ECHL. Zu Eishockeyspielen bieten sich 7000 Zuschauerplätze. Bei Konzerten sind es bis zu 9000 Plätze. Damit ist sie die größte Mehrzweckhalle in British Columbia außerhalb von Vancouver. Das SOFMC ersetzte die 1949 eingeweihte und 2003 abgerissene Victoria Memorial Arena. Sie war die erste komplett aus Beton gebaute Veranstaltungshalle in Kanada.

## Geschichte
Nach dem Baubeginn am 6. Juni 2003, auf dem Baugrund der Victoria Memorial Arena, konnte am 26. März 2005 die neue Veranstaltungshalle eingeweiht werden. Der Namenssponsor ist die in Westkanada vertretene Supermarktkette Save-On-Foods. Neben dem Eishockey finden weitere Veranstaltungen wie z. B. Eiskunstlauf, Curling, Theaterstücke, Eisshows, Messen oder Tagungen im SOFMC statt. Die erste Veranstaltung war ein Konzert des britischen Sängers Rod Stewart am Eröffnungstag. Das erste Eishockeyspiel bestritten am 10. September 2005 vor 2491 Zuschauern die Victoria Salsa gegen die Alberni Valley Bulldogs (3:1). Die Halle bietet das Lion’s Den Restaurant, Einzelhandelsflächen, ein Fernsehstudio, 31 Suiten, mehr als 1000 Club- und King-Club-Sitze, eine Clublounge und umlaufende Gänge mit Verkaufsständen. Weitere Künstler und Künstlerinnen sowie Bands wie z. B. Meat Loaf, Aerosmith, B. B. King, Bob Dylan, John Fogerty, Robert Plant, Backstreet Boys, Bryan Adams, ZZ Top, The Black Eyed Peas, Billy Talent, Jim Cuddy, Prince, Michael Bublé, Elton John, Sarah McLachlan, Paul Anka, Tom Jones, Barenaked Ladies, Bif Naked, Il Divo, Butch Walker, Avril Lavigne, Cher, The Tragically Hip, Nickelback, Village People, James Taylor, Def Leppard, Blue Rodeo, Rise Against, The Planet Smashers, Great Big Sea, George Thorogood & the Destroyers, Queens of the Stone Age, Simple Plan, Hedley und The Tea Party traten in der Halle auf. Des Weiteren waren der Cirque du Soleil, Trainingscamps und Preseason-Spiele der Vancouver Canucks, der Wrestling-Veranstalter WWE, die Basketball-Showmannschaft der Harlem Globetrotters, Michael Flatley und der 42. Präsident der Vereinigten Staaten, Bill Clinton, im SOFMC zu Veranstaltungen zu Gast.
Die Curling-Weltmeisterschaften der Herren 2005 und 2013 fanden im SOFMC in Victoria statt. Die internationale Eiskunstlaufveranstaltung Skate Canada machte 2006 Station in Victoria. 2011 war das Save-On-Foods Memorial Centre Schauplatz der kanadischen Eiskunstlaufmeisterschaften. Neben der Rogers Arena in Vancouver war das SOFMC Austragungsort der Top-Division der Eishockey-Weltmeisterschaft der U20-Junioren 2019. Vom 22. Juni bis zum 4. Juli 2021 wurde eines von vier Basketball-Olympia-Qualifikationsturniere 2020 der Männer in der Sportarena in Victoria ausgespielt. Sie waren ursprünglich vom 23. bis 28. Juni 2020 geplant, wurden aber aufgrund der COVID-19-Pandemie, wie auch die Olympischen Sommerspiele 2020 in Tokio, um ein Jahr verschoben.